# Rhythm of the Night (singolo)
Rhythm of the Night è un singolo del gruppo musicale statunitense DeBarge, pubblicato il 23 febbraio 1985 come primo estratto dall'album omonimo.